# Katiannoidea
Super-famille
Les Katiannoidea sont une super-famille de collemboles.

## Liste des familles
Selon Checklist of the Collembola of the World :
- Katiannidae Börner, 1913
- Spinothecidae Delamare Deboutteville, 1961
- Arrhopalitidae Stach, 1956
- Collophoridae Bretfeld, 1999

## Référence
- Börner, 1913 : Die familien der Collembolen. Zoologischer Anzeiger, vol. 41, p. 315–322.